# Галатенко, Владимир Иванович
Владимир Иванович Галатенко (12 октября 1949, п. Железнодорожного разъезда № 6, Астраханская область — 8 июля 2021) — советский и российский художник, Заслуженный художник Российской Федерации.

## Биография
Владимир Иванович Галатенко родился 12 октября 1949 года в посёлке Железнодорожного разъезда № 6 Яндыковского сельсовета Лиманского района Астраханской области.
В 1972 году окончил Астраханское художественное училище.
C 1975 года живёт в Москве.
В 1975—78 гг. работал художником-оформителем на ВДНХ. Оформлял вводные залы павильонов.
В 1979—80 гг. художник-постановщик церемоний открытия и закрытия XXII Летних Олимпийских Игр.
С 1982 года работает над оформлением и иллюстрированием книг.
В 1983 году Окончил факультет прикладного искусства Московского текстильного института (отделение художественного оформления тканей).
В 1985 году главный художник Международного парка искусств XII Всемирного фестиваля молодёжи и студентов.
В 1985—93 гг. художник Мастерской уникальной графики Московского Союза художников.
С 1986 — член Союза художников СССР (Московский Союз художников). После распада СССР — член Союза художников России.
C 1993 — член Международного художественного Фонда.
В 1998—2000 гг. Работал над росписями фасадов домов в Баварии.
Художник-дизайнер Национального Артийского комитета России общероссийского общественного движения «Национальное Артийское движение России», город Москва.
Участник более ста выставок: Международный союз немецкой культуры (1999); галерея «Les Oreades»; Frankfurter Buchmesse′2003; Дом национальностей, Выставочный Зал в Крылатском, Московский дом художника, «Кузнецкий, 20». Творческие поездки с выставками: Россия (1983—1991), Дания (Союз художников СССР, 1991), ФРГ-Люксембург (1993,1995,1997), Исландия, Мелихово, Швеция (2002), Астраханская государственная картинная галерея и др.
Его произведения находятся в собраниях Музея истории Москвы, Литературного музея К. Г. Паустовского, Московского союза художников, Союза художников России, Управления культуры Москвы. А также в собраниях г. Петрозаводска, г. Тобольска, г. Кургана, г. Южно-Сахалинска, г. Вязники, в г. Люксембурге, (Люксембург), в г. Трире, (Германия), во Всемирном фонде милосердия в г. Милане, (Италия) и др.
Иллюстрировал более 50 книг, изданных в СССР и России, Франции, Германии, Италии, Болгарии.

## Награды и звания
- Заслуженный художник Российской Федерации, 11 октября 2004[1]
- Дважды лауреат Всероссийской премии им. А. Фатьянова
- дважды лауреат Артиады народов России
- член-корреспондент Российской академии художеств, 2012 г., по отделению «живопись»,
- действительный член Русской академии наук и искусств
- действительный член Парижской международной академии наук и искусств
- имя художника внесено в энциклопедию «Художники всех времён и народов», München-Leipzig, 2008
- имеет награды общественных организаций